# Martin Åkerwall
Martin Åkerwall (født 25. september 1965 på Frederiksberg) er dirigent, komponist og pianist. 

## Uddannelse
Han er uddannet på Det Kgl. Danske Musikkonservatorium fra 1981 - 1988. Her studerede han slagtøj hos prof. Bent Lylloff og komposition hos prof. Ib Nørholm. Blandt hans øvrige lærere var Hans Abrahamsen (instrumentation), Svend Westergaard (musikteori) og Amalie Malling (klaver). I en længere periode modtog han tillige undervisning af Henryk Górecki der fattede stor interesse for Martin Åkerwall som komponist. Sideløbende uddannede han sig til dirigent hos Frans Rasmussen inden han som første dansker blev optaget på Sibelius Akademiets dirigentklasse hos prof. Jorma Panula. Martin Åkerwall deltog samtidig i masterclasses hos bl.a. Pierre Boules, Hans Leygraf, Carlo Maria Giulini, Jan Krenz, Janos Fürst, Michell Plasson, James de Priest samt Moshe Atzmon. 
Martin Åkerwalls tidlige værker er blevet opført ved UNM festivaler i Norge og Sverige samt ved Lerchenborgs ny musikfestivaler.

## Karriere
Martin Åkerwall debuterede som dirigent med Tivolis Symfoniorkester i 1991. Samme år debuterede han som operadirigent på Halberstadt Theater i Tyskland. Her var Martin Åkerwall tilknyttet som 1. kapelmeister og studienleiter frem til 1993. Samtidigt fulgte en lang række engagementer med kammerensembler og symfoniorkestre i skandinavien. I 1994 blev han på anbefaling af dirigenten Dimitri Kitajenko tilknyttet Bern Stadt Theater i Bern som 1. kapelmester. 
Med uropførelsen af Martin Åkerwalls komposition Isblomst, for tuba og klaver, ved Lieksa Brass Festival 1996 indledtes en periode frem til 2000 hvor helligede sig kompositoriske opgaver. Han komponerede klaverkoncerten ”Arlequin” og musik til Anders Gustavsons novellefilm ”Manden med tubaen” og har siden løst en del opgaver for Det Kgl. Teater både som komponist og arrangør. Hans musik er opført ved Radiosymfoniorkestrets FoyerKoncerter i DR og Det Kgl. Kapels kammerkoncerter samt ved inernationale festivaler både i Sverige, England og Frankrig. 
I 2000 debuterede Martin Åkerwall på det Kgl. Teater som dirigent med Tjajkovskijs Tornerose. Siden har han som gæst dirigeret utallige forestillinger for Det Kgl. Teater, både i samarbejde med Det Kgl. Kapel, DR UnderholdningsOrkestret og Århus Symfoniorkester. Martin Åkerwall dirigerede i 2005 Den Kgl. Ballets Gallaforestilling i anledning af Harald Landers 100 års fødselsdag og Det Kgl. Teaters Gallaforestilling i anledningen og til indledning af H.C. Andersens 200 års fødselsdag. I 2006 dirigerede Martin Åkerwall for første gang i Kennedy Center, Washington DC i 2006 med den Kgl. Ballet.
Siden har opgaver for Den Finske National Ballet fulgt. Bl.a. ved opførelsen af Anna Karenina på Singapore Arts Festival i 2008. 
I 2005 dannede Martin Åkerwall duoen euhma sammen med solocellist ved Århus symfoniorkester Eugene Hye-Knudsen. Duoen spiller musik for cello og klaver komponeret af Martin Åkerwall. Duoen udgav i 2006 sin første CD og musikken har været spillet i DR, Tjekkisk radio og BBC. 
Martin Åkerwall chefdirigent for Den Kgl. Livgardes Musikkorps for en treårig periode i 2010. I anledning af HM Dronning Margrethe 70 års fødselsdag dirigerede Martin Åkerwall Tivolis og Den Kongelige Livgardes fødselsdagskoncert. I samme periode har han været tilknyttet Tivoli-Garden som kunstnerisk leder.

## Priser
Åkerwall vandt 1. pris ved den danske nordiske dirigent konkurrence i 1991. Han har modtaget Jacob Gade Prisen og Noilly Prats store talentpris.

## Værker efter genre, udvalg

### Kammerorkester
- Koncert - for cello og kammerorkester (1985)
- Koncertino - for Tuba and sinfonietta (2005)

### Concertband
- Ergesia (1996)
- Fanfare og Fuganale (1997)
- Arlequin, Burlesque for klaver og concertband (1998)

### Kammermusik
- Hede (1980)
- Sonate - for fløjte og klaver (1982)
- Hemmelige Ord og Mørke Rum (1984)
- Vifter (1986)
- Novelletter - for blæserkvintet (1987)
- Om Mani Peme Hung )1987)
- King Of George Island (1988)
- Curtain Music (1998)
- Aria Da Corda (1990)
- Children of Night (1991)
- Isblomst (1995)
- Moment d´Eté (1997)
- Trimendious (2001)
- Urkos (2005)
- Lover´s Faith (2005)
- Angel (2006)
- Drifting Moons (2006)
- Lover´s First Touch (2006)
- Angel´s Siesta (2006)
- Passion (2013)
- Rejoice (2013)
- Caravane (2014)

### Klaversolo
- Krystal (1979)
- Stjernehimmel (1979)
- Avant Le Terre (1980)
- Berceuse (1980)
- Indre - Smilende måne (1993)
- Indre - Uendelig Univers )1993)
- Indre - Karussel (1994)
- Indre - Drømmeri (1994)
- Indre - Balladebal (1994)
- Buddhi (2000)

## Eksterne links
- Kort biografi på Arkiveret 10. marts 2014 hos  Wayback Machine prinsensmusikkorps.dk